# Petter och hans fyra getter
Petter och hans fyra getter (egentligen Petter och hans 4 getter) är en barnbok av Einar Norelius utgiven första gången 1951. Sagan är skriven enbart med rim och med korta texter på varje uppslag. Boken är både skriven och illustrerad av Einar Norelius. Boken har getts ut i ett flertal nyutgåvor, 2017 publicerades den i dess 29:e tryckning 307:e tusende av En bok för alla.

## Handling
Boken handlar om fyra getter och deras vän Petter. Getterna har olika färger samt olika egenskaper och färdigheter. En dag blir Petters getter uppätna av det elaka trollet Ludenben, som bor i en sten. Men efter rådigt ingripande av katten Murre Svart och vännen Sixten går trollet sönder helt och hållet och getterna kommer ut igen.

## Utgivningshistorik
- Norelius, Einar (1951). Petter och hans 4 getter. FIB:s gyllene böcker, 99-0947336-4 ; 20. Stockholm: Folket i bild. Libris 2347610
- Norelius, Einar (1964). Petter och hans 4 getter: text och bilder. FIB:s gyllene böcker, 99-0947336-4 ; 214. Stockholm: Folket i bild. Libris 1435953
- Norelius, Einar (1969). Petter och hans 4 getter: text och bilder ([Ny utg.]). Stockholm: Folket i bild. Libris 1435955
- Norelius, Einar (1984). Petter och hans 4 getter ([Ny utg.]). Stockholm: Nyblom. Libris 7665488. ISBN 91-7780-014-1
- Norelius, Einar (1989). Petter och hans 4 getter ([Ny utg.]). Stockholm: Valentin. Libris 7766108. ISBN 91-87686-03-1
- Norelius, Einar (1996). Petter och hans fyra getter. En bok för alla, 99-0130108-4 ([Ny utg.]). Stockholm: En bok för alla. Libris 8374601. ISBN 91-7448-913-5
- Norelius, Einar (2007). Petter och hans 4 getter (18. tr.). Stockholm: En bok för alla. Libris 10415990. ISBN 978-91-7221-502-3
- Norelius, Einar (2017). Petter och hans 4 getter (29. tr.). Stockholm: En bok för alla. Libris 10415990. ISBN 978-91-7221-502-3